# Manuel Luna
Manuel Luna Baños (Sevilla, 27 de abril de 1898-Madrid, 9 de junio de 1958), fue un actor español.

## Biografía
Iniciado en el mundo de la interpretación. Seguidamente se instala en Madrid y consigue trabajar con los grandes intérpretes de la época, sucesivamente: María Palou, Ricardo Puga, Rosario Pino, Valeriano León, María Fernanda Ladrón de Guevara e Irene López de Heredia.
Debutó en el cine en 1923, aunque fue a partir de la década de 1930 cuando consigue sus mayores éxitos como gran actor español, rodando bajo las órdenes, entre otros, de Florián Rey, Ignacio F. Iquino, Juan de Orduña, Luis Marquina o Edgar Neville.
Falleció pocas horas después de sentirse indispuesto durante un ensayo teatral.

## Premios
Medallas del Círculo de Escritores Cinematográficos
| Año  | Categoría       | Películas                                                                         | Resultado |
| ---- | --------------- | --------------------------------------------------------------------------------- | --------- |
| 1946 | Premio especial | Misión blanca El crimen de la calle de Bordadores Viento de siglos Un drama nuevo | Ganador   |

## Filmografía
| - Santa Isabel de Ceres (1923) - Nobleza baturra (1935) - Morena Clara (1936) - Carmen, la de Triana (1938) - La canción de Aixa (1939) - La Dolores (1940) - Su hermano y él (1941) - Los millones de Polichinela (1941) - Torbellino (1941) - Los ladrones somos gente honrada (1942) - ¡A mí la Legión! (1942) - Malvaloca (1942) - Los misterios de Tánger (1942) - El escándalo (1943) - Con los ojos del alma (1943) - Una sombra en la ventana (1944) - Paraíso sin Eva (1944) - El testamento del virrey (1944) - Viento de siglos (1945) - Misión blanca (1946) - El doncel de la reina (1946) - El crimen de la calle de Bordadores (1946) - Un drama nuevo (1946) - La Lola se va a los puertos (1947) - La calumniada (1947) - Las inquietudes de Shanti Andía (1947) - Abel Sánchez (1947) | - Serenata española (1947) - La nao Capitana (1947) - Dos mujeres y un rostro (1947) - Fuenteovejuna (1947) - Locura de amor (1948) - La vida encadenada (1948) - Póker de ases (1948) - Neutralidad (1949) - Currito de la Cruz (1949) - El capitán de Loyola (1949) - La duquesa de Benamejí (1949) - De mujer a mujer (1950) - Agustina de Aragón (1950) - La leona de Castilla (1951) - Alba de América (1951) - Lola la Piconera (1951) - La hermana San Sulpicio (1952) - La hija del mar (1953) - El alcalde de Zalamea (1954) - Un caballero andaluz (1954) - Morena Clara (1954) - La Hermana Alegría (1955) - La lupa (1955) - El Piyayo (1956) - El hombre que viajaba despacito (1957) - Los clarines del miedo (1958) - María de la O (1958) |